# 星槎国際高等学校沖縄学習センター
星槎国際高等学校沖縄学習センター（せいさこくさいこうとうがっこう おきなわがくしゅうセンター）は、沖縄県沖縄市久保田にある星槎国際高等学校の学習センター。

## 概要
学校法人国際学園が運営している私立高校で、北海道の認可を受け北海道札幌市に本部校がある。日本全国で17ケ所の学習センターがある。それぞれの学習センターにおいて授業が行われており、沖縄学習センターはその一つである。
2学期制、4月と10月の年2回入学時期があるが、転入生に関しては毎月転入学することができる。転入生、他の高校の中途退学者・編入生については、前在籍高校の在籍年数や取得単位も通算して認定される。
また、姉妹校である星槎大学の講義や星槎大学が主催する｢教員免許更新講習｣の講義が受講できる。

## 沿革
- 2004年4月 - 沖縄県沖縄市久保田に開校

## 学科
普通科(通信制・単位制)

## コース
通学生コース(週2回登校)・ペガコース(週3～4回登校)・社会人コース・科目履修生コース(｢高等学校卒業程度認定試験｣合格を目指すコース)

## 所在地
- 沖縄県沖縄市久保田1-10-49

## 交通
- 国道330号線沿い
- 琉球バス・沖縄バス『比嘉』バス停前